# Here in After
Here in After este al doilea album de studio al formației de death metal Immolation. A fost lansat pe 13 februarie 1996 prin intermediul casei de discuri Metal Blade Records. Acesta este ultimul album înregistrat împreună cu Craig Smilowski, Alex Hernandez devenind noul baterist al formației odată cu înregistrarea celui de-al treilea album - Failures for Gods⁠(d) - în 1999.

## Lista pieselor
| Nr.             | Titlu               | Lungime |  |
| 1.              | „Nailed to Gold”    | 3:54    |  |
| 2.              | „Burn with Jesus”   | 4:01    |  |
| 3.              | „Here in After”     | 4:54    |  |
| 4.              | „I Feel Nothing”    | 4:41    |  |
| 5.              | „Away from God”     | 4:45    |  |
| 6.              | „Towards Earth”     | 4:47    |  |
| 7.              | „Under the Supreme” | 4:23    |  |
| 8.              | „Christ's Cage”     | 5:51    |  |
| Lungime totală: | Lungime totală:     | 37:22   |  |

## Membrii formației
- Ross Dolan – voce, bas
- Craig Smilowski – tobe
- Robert Vigna – chitară principală
- Thomas Wilkinson – chitară ritmică

### Producție
- Brian J Ames – design
- Wayne Dorell – inginer, mixaj, producător
- Jim Forbes – asistent producător
- Brad Hyman – fotografie
- Andreas Marshall – coperta
- Eddy Schreyer – mastering